# Ost-West-Straße (Hamburg)
Ost-West-Straße war die ursprüngliche Bezeichnung für eine 2,5 Kilometer lange sechsstreifige Durchgangsstraße in Hamburg, die nach dem Zweiten Weltkrieg quer durch das zerstörte Stadtzentrum geschlagen wurde. Die Streckenabschnitte wurden später in Willy-Brandt-Straße und Ludwig-Erhard-Straße umbenannt. Beide Straßen sind Teil der Bundesstraße 4 und gehören zum Hauptverkehrsstraßennetz von Hamburg. Aufgrund der städtebaulichen Probleme und der Zerschneidung der Hamburger Innenstadt gibt es immer wieder Pläne für einen teilweisen Rückbau der Straße oder die Verlegung in einen City-Tunnel.

## Verlauf
Die Ost-West-Straße ist Teil der Bundesstraße 4, die von Bad Bramstedt nach Nürnberg führt. Von Süden kommend erreicht diese über die Hamburger Elbbrücken und die Billhorner Brückenstraße das innerstädtische Gebiet. Die Bundesstraße durchquert im Folgeverlauf Hamburg in ost-westlicher Richtung, bevor sie im Bereich Altona-Nord nach Norden Richtung Quickborn abzweigt.

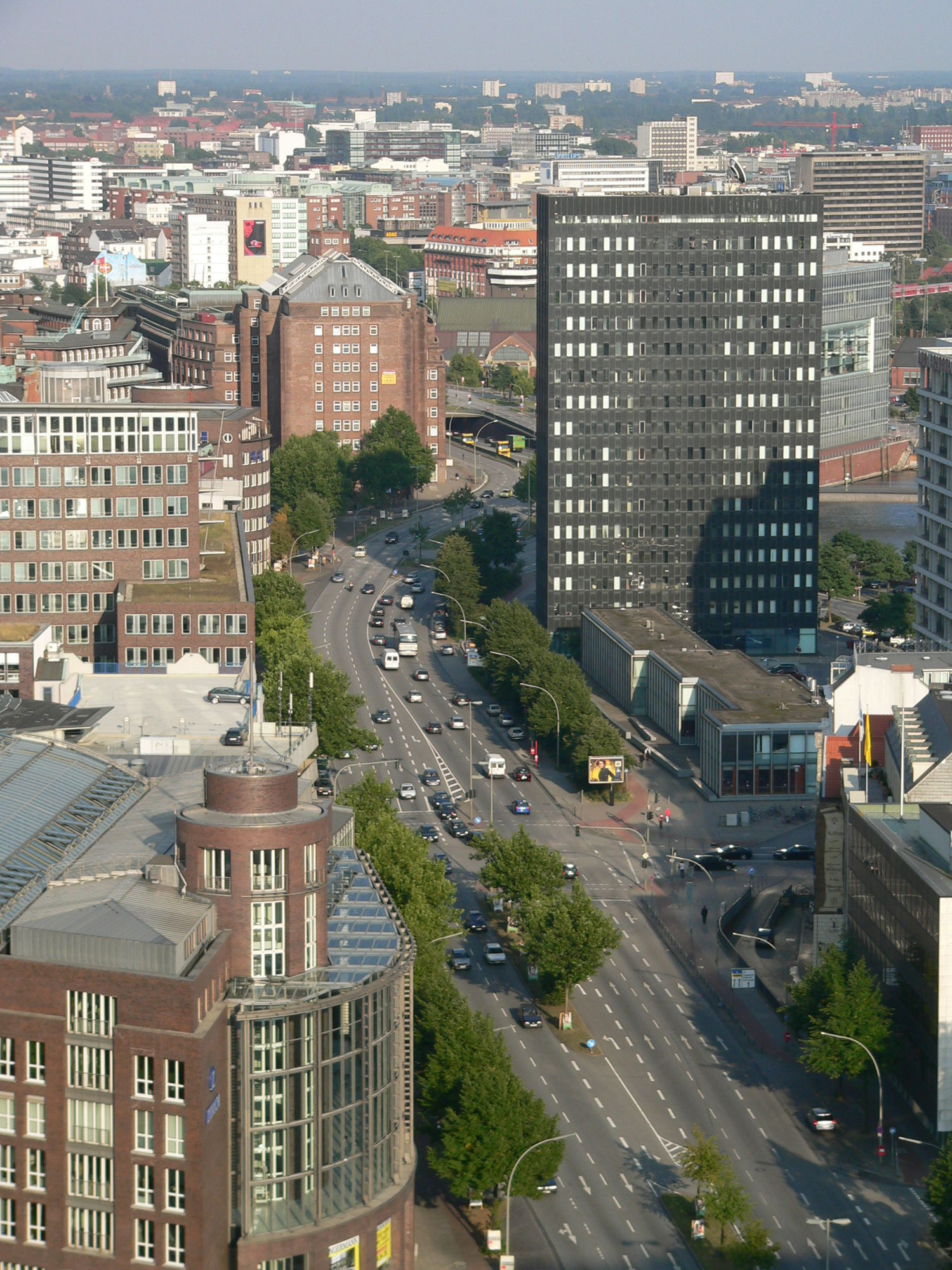
Willy-Brandt-Straße, gesehen vom Turm der Nikolaikirche Richtung Osten

### Östlicher Streckenabschnitt: Willy-Brandt-Straße
Die Straße beginnt am Deichtorplatz, wo sie an die Amsinckstraße anschließt. Sie verläuft weiter über den Meßberg und kreuzt die Brandstwiete. Im weiteren Verlauf überquert die Straße das Nikolaifleet, passiert die Ruinen der St.-Nikolai-Kirche und endet am Rödingsmarkt.

### Westlicher Streckenabschnitt: Ludwig-Erhard-Straße

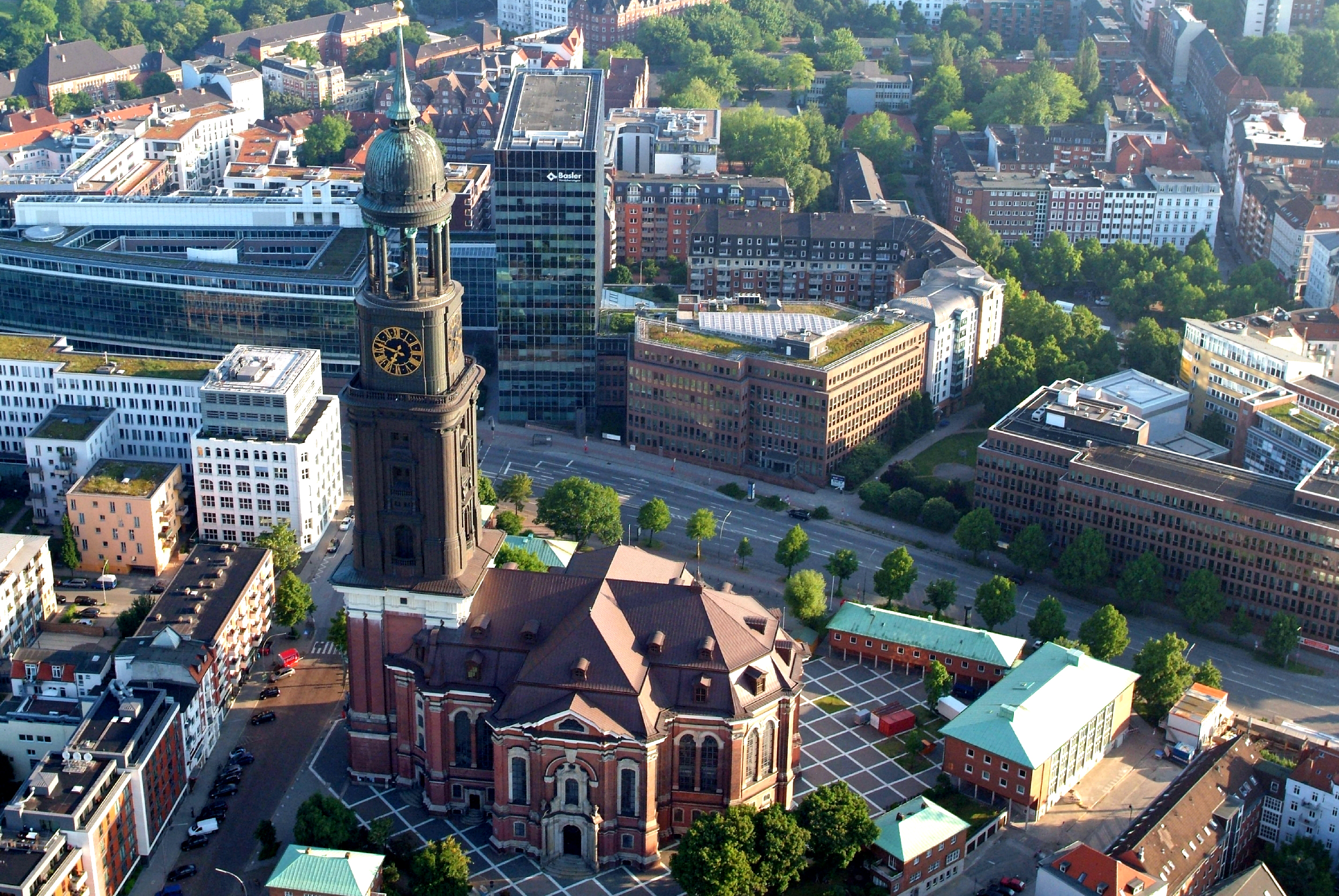
Westabschnitt: Ludwig-Erhard-Straße an der St.-Michaelis-Kirche

Die Ludwig-Erhard-Straße führt vom Rödingsmarkt über das Alsterfleet und Herrengrabenfleet nördlich der Hauptkirche St. Michaelis weiter zum Zeughausmarkt und endet am Holstenwall, wo sie in den Millerntordamm übergeht.

## Geschichte

### Frühe Planungen einerNeuen Tangentialstraße
Erste Planungen zum Bau einer ost-westlich verlaufenden Straße durch die Hamburger Innenstadt gab es bereits im Jahr 1911. Der Architekt und Stadtplaner Wilhelm Fränkel schlug den Bau einer Neuen Tangentialstraße vor. Die Straße sollte insbesondere den Verkehrsfluss der Hamburger Straßenbahn und des Lieferverkehrs verbessern und von der Ecke Steinstraße/Klosterwall zum Zeughausmarkt führen. Der projektierte Straßenverlauf sah im ersten Streckenabschnitt eine von Osten kommende, diagonal verlaufende Straße zum Meßberg, weiter über die Grönigerstraße zum Hopfenmarkt vor. Die Trasse sollte von hier weiter Richtung Westen über den Rödingsmarkt vorbei an der Michaeliskirche zum Zeughausmarkt führen. Fränkels Entwurf orientierte sich am bestehenden Stadtgrundriss, hätte jedoch auch teilweise große Durch- und Abbruchmaßnahmen erforderlich gemacht.
Neben einer verbesserten Verkehrssituation sah der Stadtplaner im Bau der Tangentialstraße die Möglichkeit, das Gebiet zwischen Meßberg und Nikolaifleet sowie im Bereich des Hopfenmarkts städtebaulich neu zu gestalten und Einnahmequellen durch neue Läden im Bereich des Hopfenmarkts zu erschließen. Ob diese Pläne von behördlicher Seite weiter diskutiert und geprüft wurden, ist nicht bekannt.

### Pläne der NS-Zeit
1933 begann die Hamburger Baubehörde mit Planungen zum Bau einer Fahrgastanlage im Bereich des Altonaer Fischmarkts sowie eines Anschlusses an die östlich verlaufende Reichsautobahn. Hierfür sollte auch ein Innenstadtring als ost-westliche innerstädtische Straße entstehen. Der Verlauf des Rings ähnelte den Planungen Fränkels. Er sollte von Westen kommend vom Zeughausmarkt über den Michaelisplatz durch die verbreiterte Mühlenstraße zum Rödingsmarkt führen. Von dort sollte über den Hopfenmarkt eine Verbindung zum Meßberg entstehen. Der Streckenabschnitt zwischen Rödingsmarkt und Hopfenmarkt verlief weniger gradlinig als von Fränkel geplant, aber auch bei diesem Plan wären hier große Durchbrüche erforderlich geworden. Ziel des Plans war, den zunehmenden Individualverkehr besser fließen zu lassen.
Am 17. August 1937 wurden Paul Bonatz, Werner March, Erich zu Putlitz und Konstanty Gutschow von der Baubehörde zur Teilnahme an einem Wettbewerb für die Gestaltung des nördlichen Elbufers eingeladen. Später kam Hans Großmann auf Einladung von Albert Speer hinzu. Ein Unterpunkt des Wettbewerbs sah ebenfalls die Gestaltung einer Ost-West-Durchbruchstraße vor. Nach Wettbewerbsschluss beauftragte die Reichskanzlei Gutschow mit der weiteren Bearbeitung des Projekts. Sein Entwurf sah im Osten einen Straßenverlauf über die Huxter-, Brauer- und Gröningerstraße bis zur nördlichen Fleetrandbebauung vor. Von dort sollte die Strecke nördlich der Nikolaikirche über den bis zum Großen Burstah vergrößerten Hopfenmarkt führen und der verbreiterten Görttwiete südlich an der Oberfinanzdirektion vorbeiführen. Die Trasse verlief weiter südlich an der Michaeliskirche vorbei und mündete in die Böhmkenstraße, die über die Seewartenstraße an die geplante Elbhochstraße anschließt. Des Weiteren plante Gutschow eine parallel verlaufende Verbindung von Hopfenmarkt und Zeughausmarkt über den verbreiterten Alten und Neuen Steinweg.
Am 26. April 1939 wurde Gutschow als Beauftragter des Reichsstatthalters für die Neugestaltung der Stadt Hamburg zum Architekt des Elbufers benannt. Im August 1940 beauftragte ihn Karl Kaufmann, bis zum 1. Januar 1941 einen Generalbebauungsplan für das gesamte Stadtgebiet vorzubereiten. Begleitend schrieb die Baubehörde der Stadt am 17. Juni 1940 einen Wettbewerb aus, der auch eine Neugestaltung einer Ost-West-Straße vorsah. Der am 31. Januar 1941 ausgezeichnete Entwurf von Paul Steilen und Hans Storm fand Gutschows Zustimmung, der seine Pläne entsprechend anpasste. Die Pläne sahen zwei parallele Durchbrüche im westlichen Streckenabschnitt vor.
Nachdem große Teile Hamburgs bei Bombardements im Rahmen der Operation Gomorrha zerstört waren, legte Gutschow am 22. Dezember 1943 einen Plan zum Wiederaufbau vor. Er hielt grundsätzlich an seinen 1941 erstellten Planungen fest und sah aufgrund der zerstörten Bebauung in der Innenstadt die Möglichkeit, diese Pläne umzusetzen. Walter Hinsch und Klaus Hoffmann erstellten im September 1944 einen Teilbebauungsplan für die Hamburger Innenstadt, der auf Gutschows Entwürfen von 1941 basierte.

### Streckenfestlegung nach Kriegsende
Nach Ende des Zweiten Weltkriegs wurde unter Leitung von Friedrich Richard Ostermeyer ein neuer Generalbebauungsplan erstellt. Ostermeyer sah den Bau einer Ost-West-Durchbruchstraße vor, die den Wallring entlasten sollte. Östlicher Ansatzpunkt sollte der Deichtorplatz sein. Gemeinsam mit Hans Berlage schlug er weiter westlich diesen Streckenverlauf vor: „Die Straße (…) führt in einem gefälligen Bogen beim Millerntor unmittelbar in die Achse der Seewartenstraße, durch welche ihre Fortführung über Palmaille nach Altona und zu den Elbdörfern geplant ist“, so Ostermeyer. Der Plan sah eine 52 Meter breite Straße mit einem neun Meter breiten Mittelstreifen für die Straßenbahn vor.
Ostermeyer und Berlage konnten sich jedoch mit ihren Vorschlägen nicht durchsetzen. Gustav Oelsner stellte am 10. Juni 1949 den Aufbauplan für die Innenstadt vor. Dieser basierte auf Ostermeyers Überlegungen, sah jedoch einen geänderten Streckenverlauf einer innerstädtischen Ost-West-Verbindung vom Deichtor über den Hopfenmarkt, vorbei an der Michaeliskirche zum Millerntor vor. Nachdem Oelsner Paul Nevermann unterstellt worden war, übernahm er in der Folgezeit die Leitung der Bauleitplanung und wirkte an der „Aufbauplanung für die Hamburger Innenstadt“ mit, die erstmals die Straße in ihrem Verlauf festlegte.
Die am 17. Februar 1953 vorgestellten Teilbebauungspläne TB39 und TB43 legten die Straßenfläche der Ost-West-Straße fest. Die Planer sahen sich unter Zwang gesetzt, den Bau der Straße voranzutreiben, um möglichst nicht auf die entstehende Randbebauung Rücksicht nehmen zu müssen. Die von Oelsner erstellten Pläne wurden unter der Leitung von Werner Hebebrand weitergeführt, der gesamte Streckenverlauf bis 1960 überplant.
Der Abschnitt zwischen Nikolaifleet und Meßberg wurde im Wesentlichen entlang der ehemaligen Straßen Gröninger- und Brauerstraße und dem nach dem Zweiten Weltkrieg zugeschütteten Gröninger Fleet gelegt. Auf der südlichen Seite der Straßenkreuzung Willy-Brandt-Straße/Brandswiete haben sich wenige Häuser erhalten, die ursprünglich an der Gröningerstraße lagen, sowie gegenüber die Südseite des sogenannten Afrikahauses am ehemaligen Gröninger Fleet.

### Bau und Namensgebung
Der Bau der Ost-West-Straße erfolgte in vier Abschnitten:
- Das erste Teilstück vom Rödingsmarkt bis zur Neuen Gröningerstraße wurde 1956 fertiggestellt.
- 1958 wurde der westlichste Streckenabschnitt zwischen dem Zeughausmarkt und dem Krayenkamp fertiggestellt.
- 1960 folgte der Lückenschluss zwischen Krayenkamp und Rödingsmarkt.
- Der Bau des vierten Teilstücks zwischen Neuer Gröningerstraße und Deichtorplatz wurde 1963 abgeschlossen.

Bis 1991 hieß die Straße offiziell „Ost-West-Straße“. 1991 wurde zunächst der westliche Streckenabschnitt in „Ludwig-Erhard-Straße“ umbenannt, 2005 folgte die Umbenennung des östlichen Teils in „Willy-Brandt-Straße“.